# Majur
Majur (do roku 1991 Kostajnički Majur, srbsky Мајур) je vesnice a sídlo stejnojmenné opčiny v Chorvatsku. Nachází se v Sisacko-moslavinské župě, na řece Sunji, blízko hranic s Bosnou a Hercegovinou, asi 3 km severozápadně od Hrvatské Kostajnice a asi 34 km jihovýchodně od Sisaku. V roce 2011 žilo v Majuru 324 obyvatel, v celé opčině pak 1 185 obyvatel.
V opčině se nachází celkem 11 obydlených vesnic.
- Gornja Meminska – 17 obyvatel
- Gornji Hrastovac – 209 obyvatel
- Graboštani – 134 obyvatel
- Kostrići – 3 obyvatelé
- Majur – 324 obyvatel
- Malo Krčevo – 19 obyvatel
- Mračaj – 42 obyvatel
- Srednja Meminska – 58 obyvatel
- Stubalj – 186 obyvatel
- Svinica – 114 obyvatel
- Veliko Krčevo – 79 obyvatel

Opčinou prochází silnice D224.